# Contaminació marina

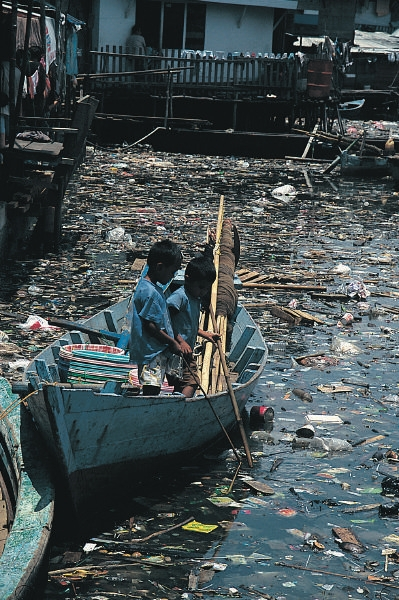
Contaminació marina

La contaminació marina és la contaminació que afecta mars i oceans, des de la zona de rompents fins a mar obert. Inclou la que es produeix a les costes, als ports, en la plataforma pesquera, en la indústria, en la navegació i en les zones marítimes. Té un caràcter global, cosa que requereix convenis internacionals, com el MARPOL, i activitats internacionals dirigides a assegurar-ne un desenvolupament sostenible.
El medi ambient marí té en principi una certa capacitat d'autodepuració, però al final del segle xx la seva contaminació ha arribat a un nivell tal que supera el límit que pot ser assimilat naturalment en un temps raonable. Per tant, es necessiten millores tecnològiques i econòmiques, i canvis polítics i socials, encaminats a avaluar el seu estat, millorar-lo i evitat que es malmeti encara més.
A més de la contaminació, altres aspectes que influeixen al medi ambient marí poden ser, per exemple, la seva sobreexplotació biològica, especialment la pesca massiva, la degradació costanera a causa de la construcció massiva, dels usos industrials, de l'excés de ports, etc. Cal tenir en compte, a més, que el canvi climàtic també afecta a la zona costanera.
Es calcula que hi ha 5,25 bilions de residus plàstics als mars d'arreu del món.

## Fonts

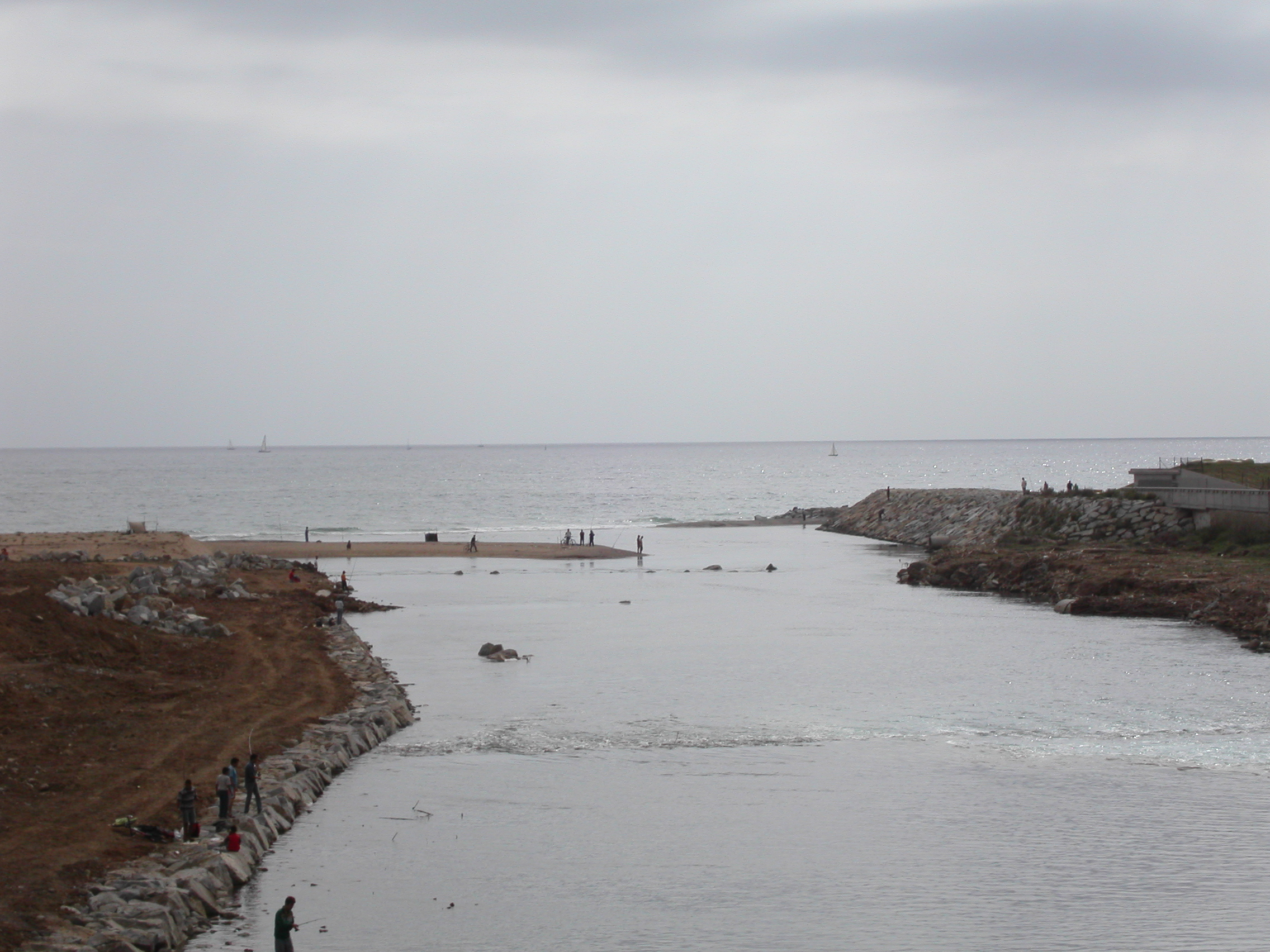
Una bona part de la contaminació marina arriba per rius, rierols i aigües subterrànies; però també pel vent i l'activitat nàutica

## Contaminants marins

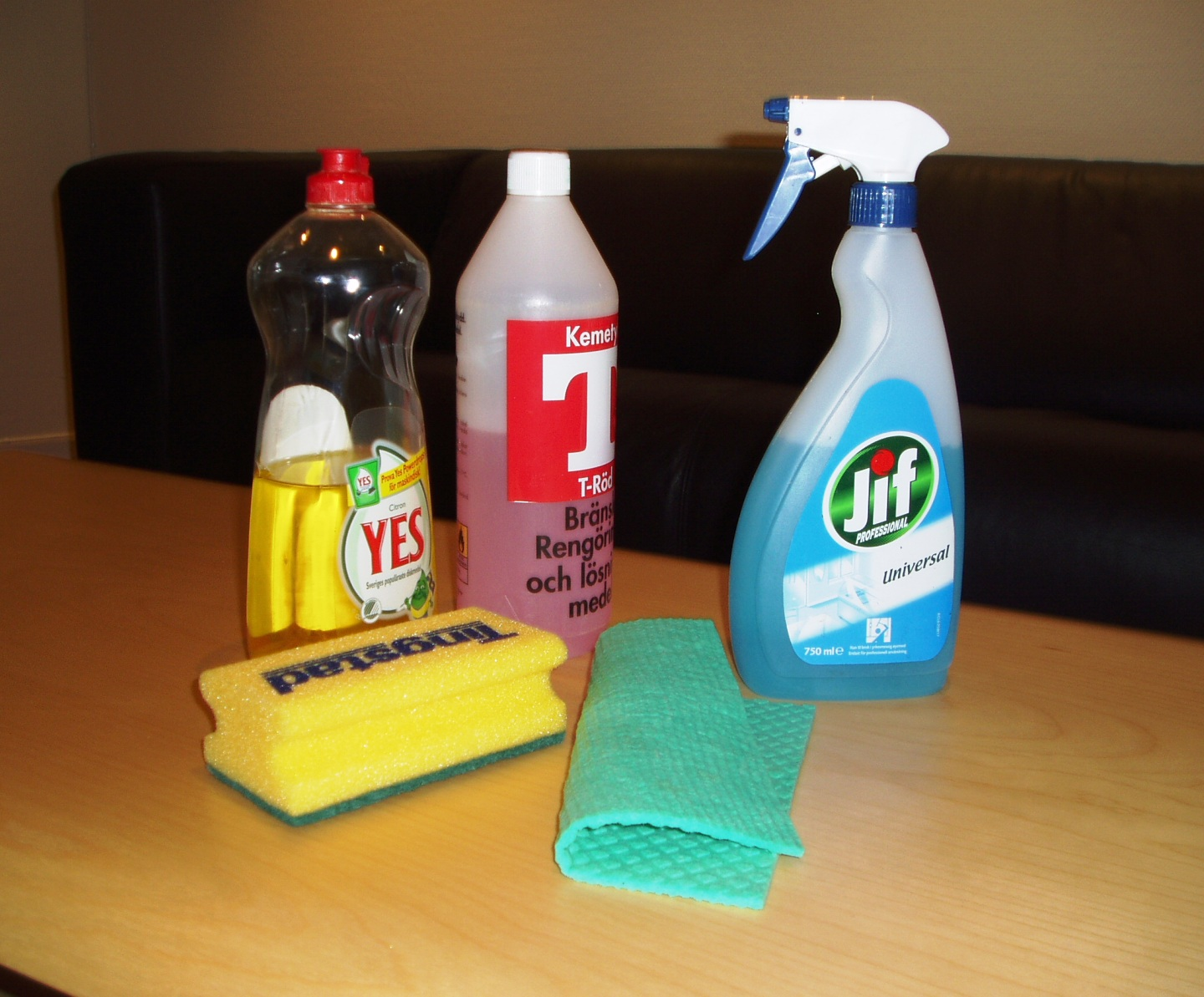
Productes tensioactius domèstics

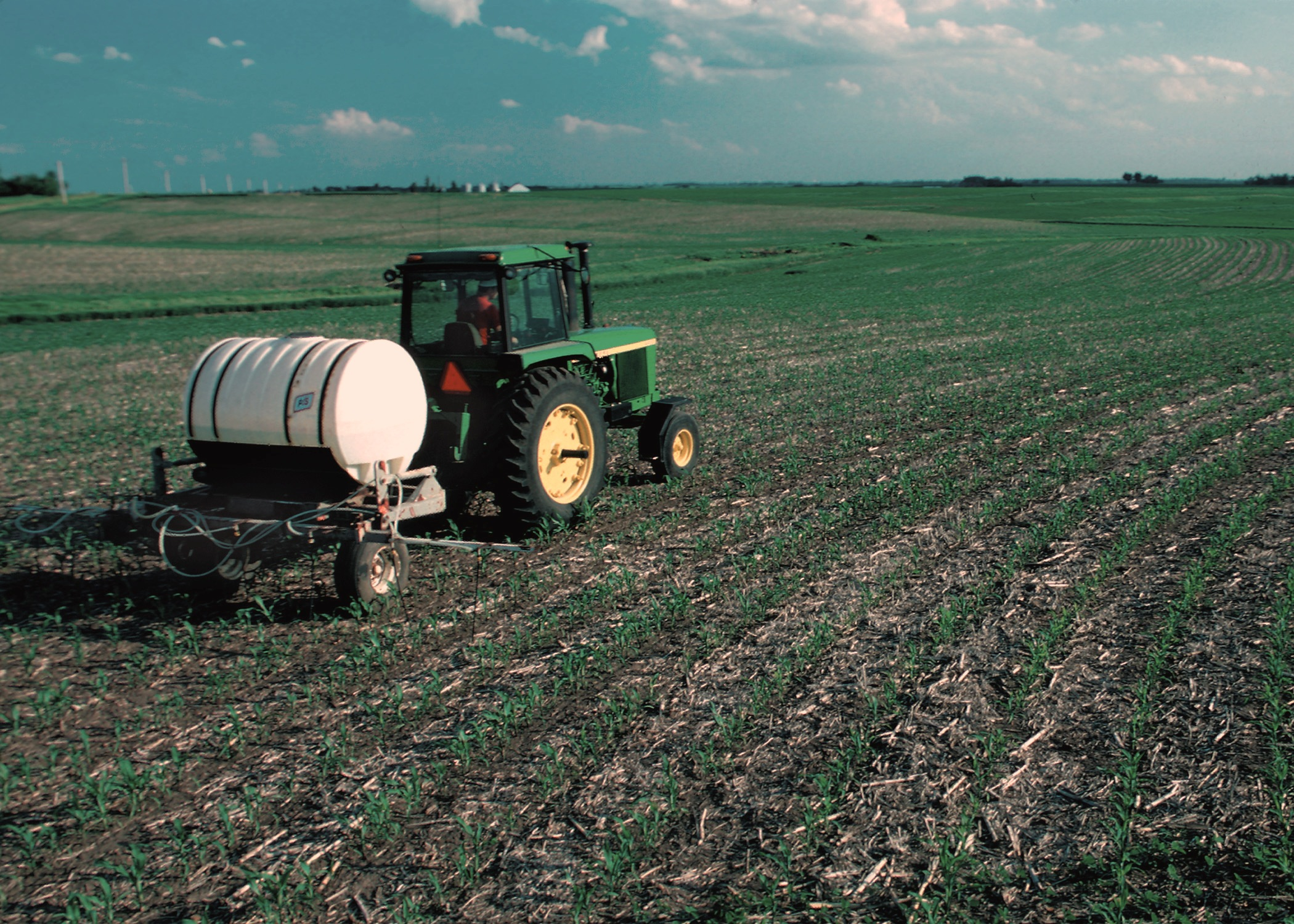
Cultiu amb fertilitzants

Hom sol considerar vuit tipus de contaminants marins, tot i que se'n poden trobar més, tots ells d'origen antropogènic (introduïts pels éssers humans). Aquest són:
- Productes químics tòxics. Els més persistents i nocius són els herbicides, pesticides i les substàncies actives dels detergents, sabons i altres productes d'higiene i neteja (tensioactius). Arriben al mar per l'aigua i pel vent.
- Fertilitzants químics dels conreus que són transportats per rius i rierols, i que provoquen l'eutrofització de l'aigua dolça i marina.
- Matèria orgànica resultat de les activitats humanes, que es descompon consumint oxigen necessari per a la vida marina.
- Bacteris o agents infecciosos i els seus productes, perjudicials per al medi marí.
- Petroli i els seus derivats. Cada any es vessen al mar 2,4 milions de tones d'hidrocarburs. Una tercera part d'aquesta contaminació és a causa de descàrregues industrials i drenatge urbà, una altra tercera part per la neteja dels tancs de vaixells petroliers i per eixugar les sentines de vaixells de tota mena. Només un 12% és a causa d'accidents de vaixells i tancs (com per exemple el del Prestige, o més recentment el de BP al golf de Mèxic), tenint en compte que un 9% hi arriba al mar per l'atmosfera. El 2% restant de la contaminació del mar per productes petroliers és causat per l'explotació de plataformes petrolieres.[6][7][8][9][10]
- Residus radioactius produïts a la mineria, les centrals nuclears de producció d'energia (electricitat), les proves d'armes nuclears i l'ús mèdic, científic i industrials de material radioactiu.
- Materials sòlids inerts o sediments formats per partícules del sòl i minerals, que poden o no ser nocives per a la vida marina. Són arrossegats per tempestes, per vessaments, per enderrocs urbans, etc.
- Calor o contaminació tèrmica a causa de l'aigua calenta no tractada (és a dir, no refredada de nou) abocada després de refrigerar o de la climatització a llars, comerços, fàbriques i centrals de producció d'energia.

## Conseqüències

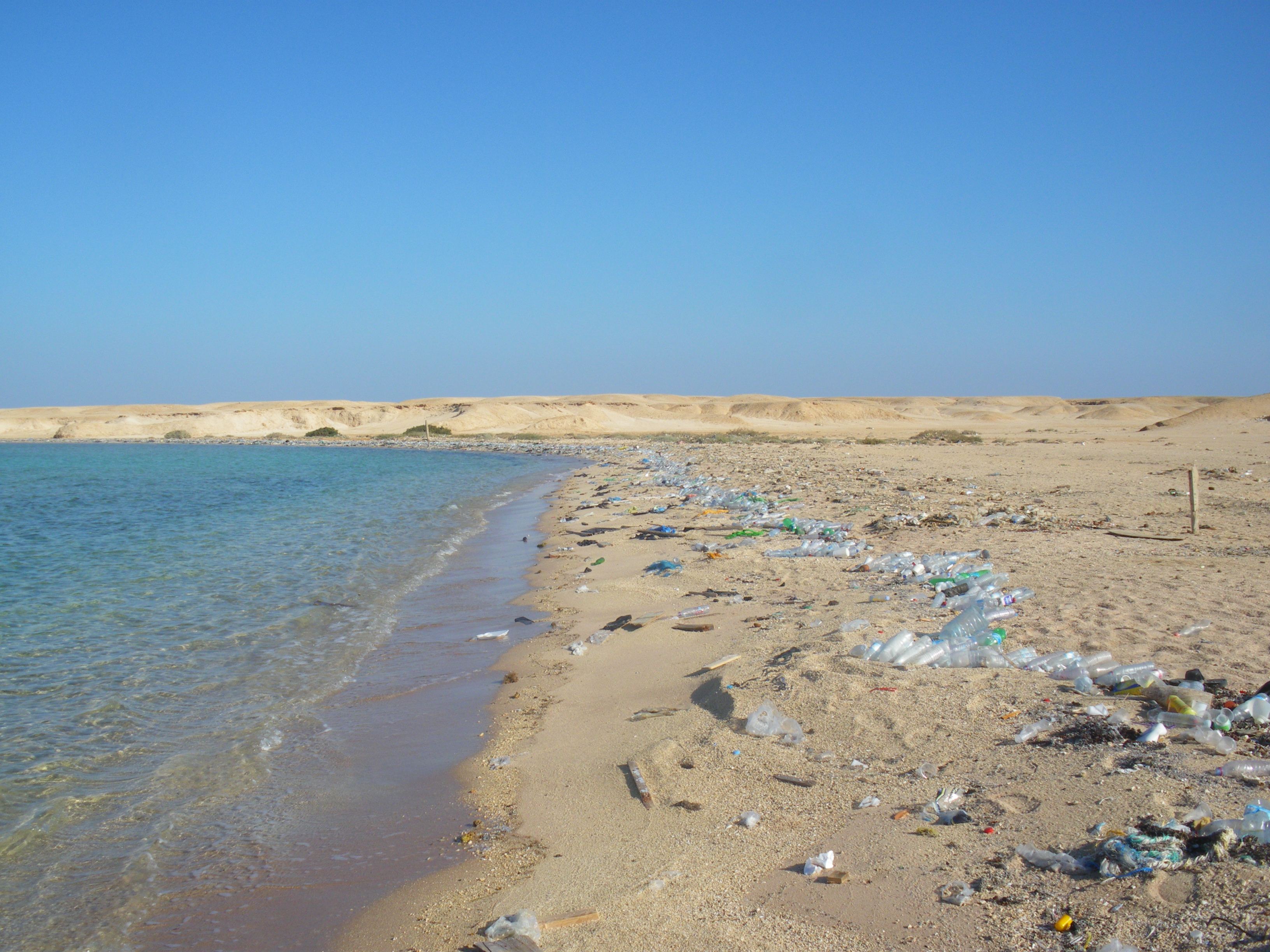
La contaminació pot ser microscòpica però causar malalties si hom es banya.

Tot i que els contaminants abocats es dispersen per tota la mar, les conseqüències de la contaminació marina són diferents localment. Per exemple només a les zones costaneres afecten el turisme. La contaminació a la costa també afecta els pescadors i pot afectar diferents instal·lacions industrials i la vida costanera en terra ferma. La neteja té un cost econòmic que paguen els veïns amb els seus impostos.
Quan els sediments contaminants es depositen al fons del mar, afecten els organismes que hi viuen i als de la rodalia. Si no és prou lluny de la terra, és possible que es vegin tard o d'hora empesos cap a platges, on afecten la vida que s'hi troba, inclosos els humans.
D'altra banda, els hidrocarburs i els productes químics poden causar directament la mort d'ocells i mamífers marins. Quan es dissolen la seva toxicitat queda reduïda, però afecta igualment tota mena d'éssers vius, en la seva reproducció i fisiologia.

## Protecció i prevenció

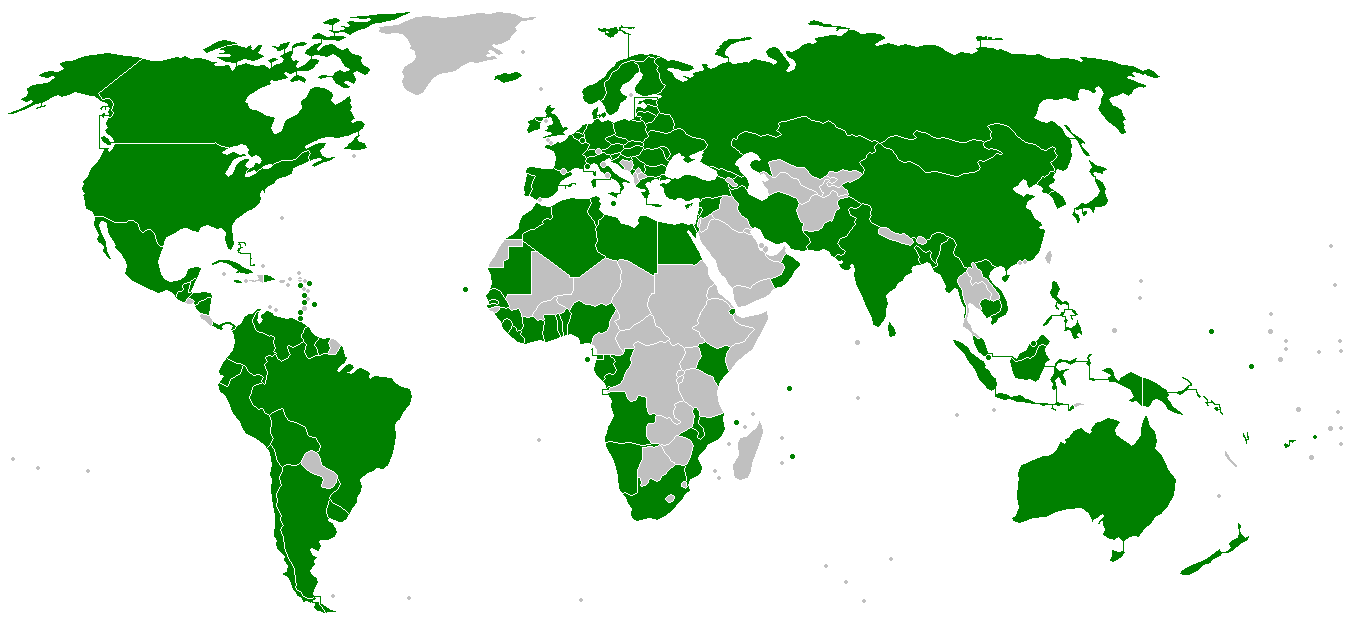
Països adscrits al conveni MARPOL

La prevenció de la contaminació del medi marí es fa sobretot a base d'aportacions a diferents codis internacionals, que estableixen mesures protectores, procediments segurs, controls, formació, etc. En particular, en 1983 va entrar en vigor el Conveni per a la prevenció de la contaminació marina, més conegut com a MARPOL (de l'anglès, MARine POLlution), que hom estima que va reduir en un 60% la contaminació marina originada pels vaixells, que representa fins a un 40% de la contaminació total (és a dir, que va reduir un 24% de la contaminació total), als anys 80, respecte al que hi hauria hagut si no hagués estat aquest conveni. Aquest conveni estableix certes mesures preventives que s'han d'acatar internacionalment i que pretenen eliminar l'abocament al mar d'hidrocarburs i altres substàncies contaminants, reduir-ne els vessaments per accident i crear un mecanisme arbitral administratiu per solucionar les controvèrsies sorgides de la contaminació.

## Descontaminació
Quan, malgrat la prevenció i la protecció, hi ha contaminació, cal llevar-la del mar tan d'hora com sigui possible. Hi ha diversos medis per a eliminar i recuperar els contaminants del medi marí, però es poden classificar en tres grans grups: mecànics, químics i els d'aglomeració, precipitació i absorció.

## Legislació
La legislació internacional sobre contaminació marina es troba principalment en els següents convenis:
- MARPOL és un conveni internacional que s'aplica a les embarcacions i a les plataformes petrolieres i en regula els residus marins. Per exemple, els insta a no abocar-los a la mar sinó emmagatzemar-los fins a arribar a port, on poden fer servir un servei de tractament de residus. Aquests serveis portuaris no són obligatoris i, per tant, no són presents a tots els ports.[12][13]
- UNCLOS: Convenció de les Nacions Unides sobre el dret a la mar. Els articles 194 i 207 d'aquest conveni obliguen els governs a prendre certes mesures per a prevenir, reduir i gestionar la contaminació marina d'origen terrestre.[14][15]
- OMI: L'Organització Marítima Internacional, va adoptar en 2008 un nou codi sobre els "esdeveniments" a la mar per a conduir les investigacions sobre accidents i incidents al medi marí. Ha adoptat mesures per al programa d'inspecció de vaixells petroliers i de cargos i al codi marítim internacional de mercaderies perilloses.[16]

### A Europa
A la Unió Europea una directiva, la Directiva marc de l'aigua, regla la contaminació marina. Té com a objectiu el seu "bon estat ecològic" mitjançant la constitució d'àrees marines protegides i de passadissos biològics submarins. En principi també concerneix les activitats terrestres susceptibles de contaminar la mar, recolzada en la directiva marc sobre l'aigua i a les activitats causades pels navilis, detallades a la directiva sobre la contaminació marítima del 21 d'octubre de 2009 i en vigor a partir de l'1 de gener de 2010.